# Неврофизика
Неврофизика е клон на биофизиката, занимаващ се с нервната система. Той покрива широк спектър от феномени: от молекулярни и клетъчни механизми до технологии за измерване и влияние върху мозъка и теории за функционирането на мозъка. Може да се разглежда като подход към неврологията, който е базиран на солидното разбиране за фундаменталните закони на природата.

## Книги
- Wulfram Gerstner and Werner M. Kistler, Spiking Neuron Models, Single Neurons, Populations, Plasticity, Cambridge University Press (2002) ISBN 0-521-89079-9 ISBN 0-521-81384-0 Архив на оригинала от 2019-03-24 в Wayback Machine.
- Alwyn Scott, Neuroscience: A Mathematical Primer, Birkhäuser (2002) ISBN 0-387-95403-1

|  | Тази страница частично или изцяло представлява превод на страницата Neurophysics в Уикипедия на английски. Оригиналният текст, както и този превод, са защитени от Лиценза „Криейтив Комънс – Признание – Споделяне на споделеното“, а за съдържание, създадено преди юни 2009 година – от Лиценза за свободна документация на ГНУ. Прегледайте историята на редакциите на оригиналната страница, както и на преводната страница, за да видите списъка на съавторите. ВАЖНО: Този шаблон се отнася единствено до авторските права върху съдържанието на статията. Добавянето му не отменя изискването да се посочват конкретни източници на твърденията, които да бъдат благонадеждни. |